# Rotonda, Florida
Rotonda är en ort (CDP) i Charlotte County, i delstaten Florida, USA. Enligt United States Census Bureau har orten en folkmängd på 8 759 invånare (2010) och en landarea på 27,6 km².